# Be Careful What You Fish For
Be Careful What You Fish For («Осторожно — рыба») — четырнадцатая серия десятого сезона мультсериала «Гриффины». Премьерный показ состоялся 19 февраля 2012 года на канале FOX.

## Сюжет
По новостям сообщается, что в Куахоге затонула партия новеньких машин Mercedes Benz, когда их переправляли из Германии. Питер решает немедленно с парнями поехать на море и попробовать поймать одну машину. Вместе с Гленном и Джо Питер долго сидит на катере, который они арендовали для поездки. Внезапно им в сети что-то попадается: но это дельфин, который представляется парням Билли Финном. Дельфин рассказывает, что на дне моря лежит много Мерседесов, и он даже готов попытаться достать один для парней. Однако он достает только значок с капота, но Питер рад и этому. Он благодарит Билли. Парни возвращаются домой.
Поздно вечером в дом к Гриффинам кто-то звонит в дверь. Выясняется, что это и есть тот самый дельфин Финн, который просит Питера оказать ему услугу: погостить у Гриффинов дома. Питер с Лоис приглашают Билли в дом. Однако дельфин уже вскоре надоедает Гриффинам: он постоянно пытается шутить, причём его шутки не всегда хороши. Когда парни сидят в «Пьяной Устрице», Питер спрашивает у Билли, не пора ли ему вернуться домой в море: но дельфин говорит, что он сильно поссорился с женой. Тогда Питер решает помочь воссоединиться паре, погрузившись на дно океана. Все идёт хорошо, Финн благодарит Питера и уплывает с женой.
Тем временем Брайан, заехав за Стьюи в детский сад, замечает, что в детском саду творится нечто ужасное: никто не следит за детьми, один мальчик мёртв, остальные играют в азартные игры на деньги. Брайан решает немедленно поговорить с воспитателем, ей оказывается Эмили, красивая молодая девушка. Брайан решает сходить с ней на свидание, поэтому старается защитить Эмили, объясняя теперь Стьюи, что в детском саду всё хорошо. Когда Стьюи приходит домой с вывихнутой рукой, Брайан не даёт ему рассказать о произошедшем Лоис, и сам вправляет руку на место, после этого Стьюи говорит: «Я не говорю, что мне нравится боль, но я также не говорю, что она мне не нравится».
Приготовившись к своему свиданию с Эмили, Брайан случайно узнаёт, что у неё уже есть парень. Не раздумывая, Брайан немедленно вызывает полицию и обвиняет Эмили в безответственном отношении к детям. Вместе Брайан и Стьюи уходят домой.

## Рейтинги
- Рейтинг эпизода составил 2.7 среди возрастной группы 18—49 лет.
- Серию посмотрело порядка 5.39 миллиона человек.
- Серия стала самой просматриваемой в ту ночь «Animation Domination» на FOX, победив по количеству просмотров новые серии «Симпсонов», «Шоу Кливленда» и «Американского Папаши!».[2]

## Критика
- Эпизод получил смешанные отзывы от критиков.
- Кевин МакФарланд из A.V. Club дал эпизоду оценку C-, говоря о том, что в последних эпизодах участвовали одни и те же персонажи. Также он сказал: «Очень мало в этом эпизоде того, что могло бы запомниться дольше, чем на одну неделю.»[3]